# (15160) Wygoda
(15160) Wygoda est un astéroïde de la ceinture principale.

## Description
(15160) Wygoda est un astéroïde de la ceinture principale. Il fut découvert le 29 mars 2000 à Socorro (Nouveau-Mexique) par le projet LINEAR. Il présente une orbite caractérisée par un demi-grand axe de 2,62 UA, une excentricité de 0,23 et une inclinaison de 5,2° par rapport à l'écliptique.

## Compléments